# Блоссе, Жан
Жан IV Блоссе (фр. Jean IV Blosset; ум. 26 ноября 1587), барон де Торси — французский военный и государственный деятель.

## Биография
Сын Жана III Блоссе, барона де Торси, Бомона, Дудовиля, дю Плесси-Пате, и Анн де Кюньяк.
Сеньор и барон де Торси-ле-Гран и де Торси-ле-Пти, дю Плесси-Пате, и прочее.
Государственный советник, капитан ордонансовой роты из пятидесяти тяжеловооруженных всадников, рыцарь ордена короля, генеральный наместник Парижа и Иль-де-Франса (1578).
Был пожалован в рыцари орденов короля при учреждении ордена Святого Духа 21 декабря 1578; орденскую цепь получил 31 декабря.
В качестве одного из высших офицеров упоминается в связи с почти всеми осадами и всеми битвами своего времени. Попав под подозрение в тайных связах с правительством Испании, просил у Генриха III созвать капитул ордена Святого Духа, на котором был полностью оправдан.
В 1581 году султан Мурад III направил к французскому королю посла с предложением отправить представителя на церемонию обрезания своего старшего сына. Блоссе, любивший изящную словесность, воспользовался случаем, чтобы побывать в Константинополе, откуда привез греческие манускрипты.
Умер в 1587 году, останки были погребены в Бретиньи, в приходе Ле-Плесси-Пате близ Монлери, рядом с первой женой, а сердце в церкви кордельеров в Париже.

## Семья
1-я жена: Анн де Сен-Бертевен
2-я жена: Мари де Риан, дочь Дени де Риана, сеньора де Вильре, президента à mortier Парижского парламента, и Габриели Сапен, вдова сеньоров дю Плесси-Мароля и де Ву-де-Бюр
Потомства не оставил и его наследницами были сестры: Клод Блоссе, дама де Торси, жена Луи де Монберона, сеньора де Фонтен-Шаландре, и Франсуаза Блоссе, жена Жана де Бриквиля, сеньора де Коломбьера, мать Франсуа д'Орлеана, бастарда де Лонгвиля, маркиза де Ротлена, рожденного от связи с герцогом Леонором де Лонгвилем.